# Глостер-Сіті (Нью-Джерсі)
Глостер-Сіті (англ. Gloucester City) — місто (англ. city) в США, в окрузі Кемден штату Нью-Джерсі. Населення — 11 484 особи (2020).

## Географія
Глостер-Сіті розташований за координатами 39°53′30″ пн. ш. 75°7′0″ зх. д. / 39.89167° пн. ш. 75.11667° зх. д. (39.891609, -75.116700).  За даними Бюро перепису населення США в 2010 році місто мало площу 7,21 км², з яких 6,01 км² — суходіл та 1,20 км² — водойми.

## Демографія
Згідно з переписом 2010 року, у місті мешкало 11 456 осіб у 4248 домогосподарствах у складі 2803 родин. Було 4712 помешкання
Расовий склад населення:
| - 90,5 % — білих - 3,1 % — чорних або афроамериканців - 2,7 % — азіатів - 0,1 % — корінних американців - 1,8 % — осіб інших рас |

До двох чи більше рас належало 1,8 %. Частка іспаномовних становила 6,7 % від усіх жителів.
За віковим діапазоном населення розподілялося таким чином: 24,5 % — особи молодші 18 років, 62,7 % — особи у віці 18—64 років, 12,8 % — особи у віці 65 років та старші. Медіана віку мешканця становила 36,7 року. На 100 осіб жіночої статі у місті припадало 97,0 чоловіків;  на 100 жінок у віці від 18 років та старших — 94,4 чоловіків також старших 18 років.
Середній дохід на одне домашнє господарство  становив 61 784 долари США (медіана — 50 615), а середній дохід на одну сім'ю — 72 038 доларів (медіана — 62 375). Медіана доходів становила 43 545 доларів для чоловіків та 36 821 долар для жінок. За межею бідності перебувало 9,6 % осіб, у тому числі 11,3 % дітей у віці до 18 років та 9,5 % осіб у віці 65 років та старших.
Цивільне працевлаштоване населення становило 5056 осіб. Основні галузі зайнятості: освіта, охорона здоров'я та соціальна допомога — 19,5 %, мистецтво, розваги та відпочинок — 14,2 %, роздрібна торгівля — 13,2 %.